# Messier 109
A Messier 109 (más néven M109 vagy NGC 3992) egy küllős spirálgalaxis az Ursa Major (Nagy Medve) csillagképben.

## Felfedezése
Az M109 galaxist Pierre Méchain fedezte fel 1781. március 12-én. A Messier-katalógushoz Owen Gingerich adta hozzá 1953-ban.

## Tudományos adatok
Egy I típusú szupernóvát figyeltek meg a galaxisban 1956. március 17-én (SN 1956A). Az M109 1048 km/s sebességgel távolodik tőlünk.

## Galéria
- A Sloan Digital Sky Survey felvétele
- A Hubble űrtávcső által készített kép a galaxis középpontjáról
- Egy amatőrcsillagász felvétele a Messier 109-ről